# Murski Črnci
Murski Črnci – wieś w Słowenii, w gminie Tišina. W 2018 roku liczyła 431 mieszkańców.